# Olli Jokinen
Olli Jokinen (ur. 5 grudnia 1978 w Kuopio) – fiński hokeista, reprezentant Finlandii, czterokrotny olimpijczyk, trener.
Jego brat Ville (ur. 1976) także był hokeistą.

## Kariera zawodnicza
- KalPa U16 (1993–1994)
- KalPa U18 (1994–1995)
- KalPa U20 (1996–1996)
- KalPa (1995–1996)
- HIFK (1996–1997)
- Los Angeles Kings (1997–1998)
- HIFK (1998)
- Los Angeles Kings (1998–1999)
- Springfield Falcons (1999)
- New York Islanders (1999–2000)
- Florida Panthers (2000–2004)
- EHC Kloten (2004)
- Södertälje SK (2004–2005)
- HIFK (2005)
- Florida Panthers (2005–2008)
- Phoenix Coyotes (2008–2009)
- Calgary Flames (2009–2010)
- New York Rangers (2010)
- Calgary Flames (2010–2012)
- Winnipeg Jets (2012–2014)
- Nashville Predators (2014-2015)
- Toronto Maple Leafs (2015)
- St. Louis Blues (2015)

Wychowanek klubu Kalevan Pallo. W rodzimych rozgrywkach Liiga rozegrał trzy sezony. W NHL grał od 1997, kiedy to został wybrany przez Los Angeles Kings w pierwszej rundzie draftu z numerem 3. W swoim pierwszym sezonie w NHL zagrał tylko w kilku meczach, po czym wrócił do ligi fińskiej. W kolejnym sezonie z powrotem grał w Los Angeles Kings, jednak w trakcie sezonu został oddany do drużyny filialnej. Wkrótce wrócił do NHL i sezon 1999/2000 spędził jako gracz New York Islanders. W 2000 przeszedł do drużyny Florida Panthers, gdzie grał do czasu lokautu w NHL. Podczas jego trwania grał w 3 klubach w Szwajcarii, Szwecji i Finlandii. Kiedy NHL ruszyła w sezonie 2005/2006 Olli Jokinen wrócił do zespołu Florida Panthers. W czasie kilku lat gry był jednym z najlepszych zawodników drużyny, a przez pewien okres jej kapitanem. W 2008 przeszedł do zespołu Phoenix Coyotes. W połowie sezonu 2008/2009 został zawodnikiem Calgary Flames. Na początku lutego 2010 został hokeistą New York Rangers, po czym po sezonie wrócił do swojej poprzedniej drużyny. Od lipca 2012 zawodnik Winnipeg Jets, związany dwuletnim kontraktem. Od lipca 2014 zawodnik Nashville Predators. Od połowy lutego 2015 zawodnik Toronto Maple Leafs, a od marca 2015 w klubie St. Louis Blues do końca sezonu NHL (2014/2015). Od tego czasu nie występował. W marcu 2017 władze klubu Florida Panthers podały do wiadomości, że zostanie podpisany honorowy kontrakt Jokinena z klubem, aby zawodnik w jego barwach oficjalnie zakończył karierę zawodniczą.
Uczestniczył w turniejach mistrzostw świata 1997, 1998, 1999, 2000, 2002, 2003, 2004, 2005, 2006, 2008, 2014, zimowych igrzysk olimpijskich 2002, 2006, 2010, 2014 oraz Pucharu Świata 2004.

## Kariera trenerska
- North Broward Prep Eagles 16U (2015-2017)
- South Florida Hockey Academy 16U (2017-2021)
- Jukurit (2021-)

Od 2015 do 2017 był asystentem trenera zespołu juniorskiego North Broward Prep Eagles 16U w lidze NJPHL do lat 16. Następnie, od 2017 do 2021 przez cztery sezony był głównym trenerem zespołu South Florida Hockey Academy 16U w rozgrywkach 16U AAA. W lutym 2021 został ogłoszony trenerem fińskiej drużyny Mikkelin Jukurit.

## Sukcesy

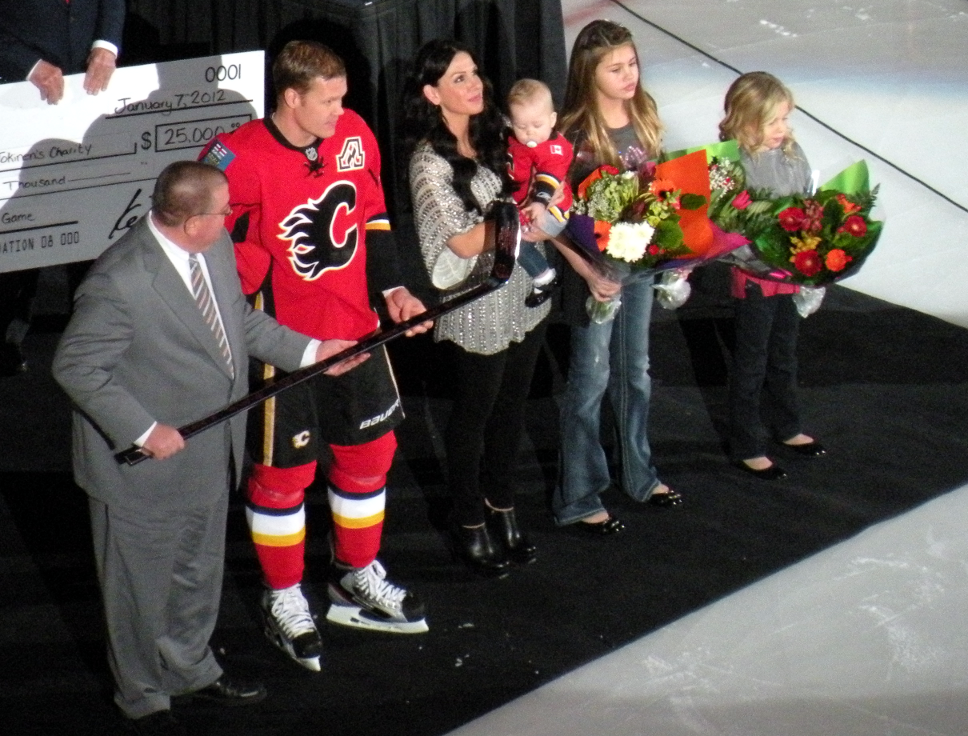
Olli Jokinen podczas wręczania Srebrnego Kija za rozegranie 1000. meczu w NHL. Obok niego po prawej żona i trzy córki (07.01.2012)

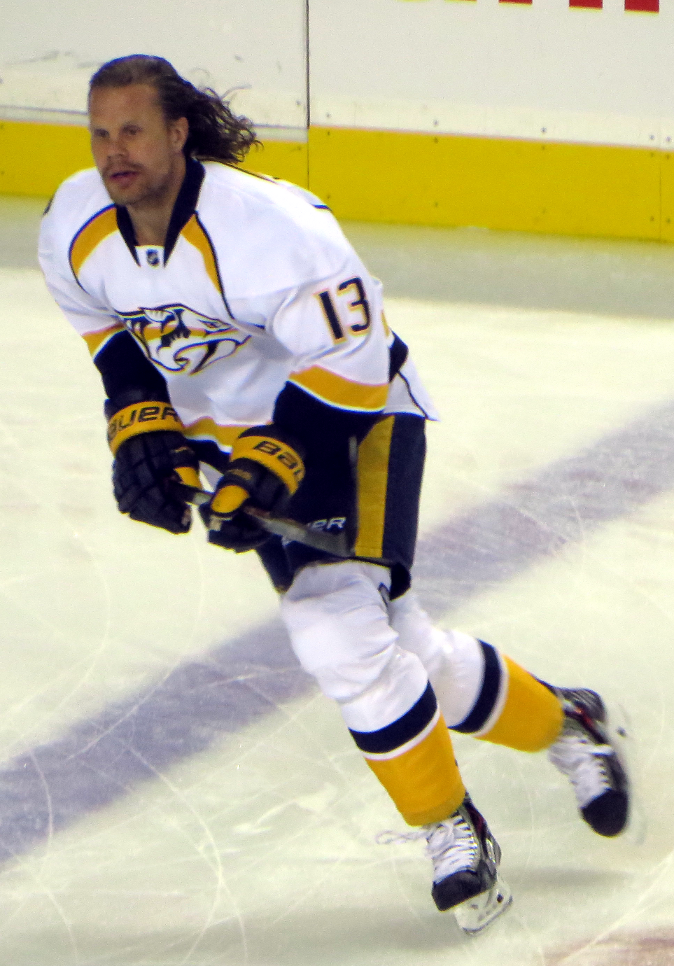
Olli Jokinen w barwach Nashville Predators (2014)

Reprezentacyjne
- Srebrny medal mistrzostw Europy juniorów do lat 18: 1996
- Złoty medal mistrzostw świata juniorów do lat 20: 1998
- Srebrny medal mistrzostw świata: 1998, 1999, 2014
- Brązowy medal mistrzostw świata: 2000, 2006, 2008
- Srebrny medal Pucharu Świata: 2004
- Srebrny medal zimowych igrzysk olimpijskich: 2006
- Brązowy medal zimowych igrzysk olimpijskich: 2010, 2014

Klubowe
- Srebrny medal Jr. A SM-liiga: 1996 z KalPa U20
- Złoty medal mistrzostw Finlandii: 1998 z HIFK

Indywidualne
- SM-liiga 1996/1997:
  - Trofeum Jarmo Wasama - najlepszy debiutant sezonu
- SM-liiga 1997/1998:
  - Najlepszy zawodnik miesiąca - grudzień 1997
  - Trofeum Mattiego Keinonena - pierwsze miejsce w klasyfikacji +/- w sezonie zasadniczym
  - Trofeum Jariego Kurri - najlepszy zawodnik w fazie play-off
- Mistrzostwa świata do lat 20 w 1998:
  - Pierwsze miejsce w klasyfikacji asystentów turnieju: 6 asyst
  - Skład gwiazd turnieju
  - Najlepszy napastnik turnieju
- NHL (1998/1999):
  - Najlepszy pierwszoroczniak miesiąca - listopad 1998
- NHL (2002/2003):
  - NHL All-Star Game
- SM-liiga (2004/2005):
  - Najlepszy zawodnik miesiąca - luty 2005
- Hokej na lodzie na Zimowych Igrzyskach Olimpijskich 2006:
  - Pierwsze miejsce w klasyfikacji strzelców turnieju: 5 goli (ex aequo) z Saku Koivu)

Wyróżnienie
- Liiga (2021/2022): Trofeum Kaleviego Numminena – nagroda dla najlepszego trenera sezonu[8]